# Chase Audige
Chase Audige (Coram, 29 juni 1999) is een Amerikaans basketballer.

## Carrière
Audige speelde van 2018 tot 2019 collegebasketbal voor de William & Mary Tribe. Na een seizoen te hebben uitgezeten speelde hij tot in 2023 voor Northwestern Wildcats. In de NBA draft van 2023 werd hij niet gekozen maar speelde wel in de NBA Summer League voor de Miami Heat. Hij tekende daarop in september 2023 een contract bij de Washington Wizards maar in oktober 2023 werd dat contract ontbonden. Hij kreeg daarop wel een kans bij de Capital City Go-Go. In maart 2024 werd hij geruild naar de Windy City Bulls voor de terugkeerrechten van Max Heidegger.
In de zomer van 2024 speelde hij in de NBA Summer League voor Chicago Bulls. Hij tekende nadien bij de Belgische eersteklasser BC Oostende waar hij een seizoen speelde en landskampioen mee werd. In de zomer van 2025 speelde hij in The Basketball Tournament voor Richards Elite. Hij tekende in juli 2025 een contract bij de Bosnische vicekampioen KK Bosna Sarajevo.

## Erelijst
- Belgisch bekerwinnaar: 2025
- Belgisch landskampioen: 2025